# Iwan Urywskyj
Iwan Serhijowytsch Urywskyj (ukrainisch Іван Сергійович Уривський, englisch Ivan Uryvsky; * 9. März 1990 in Krywyj Rih) ist ein ukrainischer Theaterregisseur.

## Leben und Wirken
Iwan Urywskyj wechselte im dritten Jahr seines Bauingenieurstudiums von Krywyi Rih an die Kyjwer Nationale Universität für Kultur und Kunst. Bereits während seines Studiums inszenierte er Theaterstücke. Seine erste Regiearbeit am Wassylko-Theater Odessa in seinem fünften Studienjahr war das Stück Schatten vergessener Ahnen von Mychajlo Kozjubynskyj. Im Februar 2019 wurde Urywskyj zum Chefregisseur des Wassylko-Theaters in Odessa ernannt.
Auf Einladung des Intendanten des Kurbas-Theaters, Wolodymyr Kutschynskyj, inszenierte Iwan Urywskyj Kreuzende Wege von Iwan Franko in Lwiw. Diese Produktion wurde mit dem Les-Kurbas-Preis 2019 ausgezeichnet.
Ende 2020 wechselte Urywskyj nach Kiew, um die Regie am Nationales Iwan-Franko-Schauspielhaus zu führen. Nach dem russischen Überfall arbeitete der Künstler weiter in der Ukraine, inszenierte neue Stücke und organisierte Benefizveranstaltungen. Die erste Premiere der Theatersaison während des Krieges war Caligula von Albert Camus im Juni 2022. 2024 wurde diese Produktion für das Festival Off Avignon ausgewählt und erhielt positive Kritiken.
Im Oktober 2024 führte Urywskyj in Zusammenarbeit mit Anna Turlo im Rokoko-Theater in Prag Die Verwandlung von Franz Kafka auf.
Für seine moderne Adaption des ukrainischen Klassikers Die Hexe von Konotop  erhielt Iwan Urywskyj den Taras-Schewtschenko-Preis. Nach dem großen Erfolg in der Ukraine wird das Stück von Hryhorij Kwitka-Osnowjanenko im Januar 2025 unter anderem in Berlin, Genf und Wien zu sehen sein.

## Inszenierungen (Auswahl)
- 2015: Schatten vergessener Ahnen von Mychajlo Kozjubynskyj am Wassylko-Theater Odessa
- 2016: Das gestohlene Glück von Iwan Franko am Kyjiwer Theater Goldenes Tor
- 2017: Turandot von Carlo Gozzi am Wassylko-Theater Odessa
- 2018: Die Heirat von Mykola Gogol am Wassylko-Theater Odessa
- 2018: Kreuzende Wege von Iwan Franko am Les-Kurbas-Theater
- 2018: Fräulein Julie von August Strindberg am Kyjiwer Theater Goldenes Tor
- 2019: Lymeriwna von Panas Myrnyj am Nationalen Iwan-Franko-Schauspielhaus
- 2019: Der Hahnrei von Fernand Crommelynck am Wassylko-Theater Odessa
- 2020: Endstation Sehnsucht von Tennessee Williams am Nationalen Iwan-Franko-Schauspielhaus
- 2020: Der steinerne Gastgeber von Lessja Ukrajinka am Kyjiwer Theater in Podil
- 2021: Peer Gynt von Henrik Ibsen am Nationalen Iwan-Franko-Schauspielhaus
- 2021: Talentlos von Hryhorij Kwitka-Osnowjanenko am Nationalen Iwan-Franko-Schauspielhaus
- 2022: Caligula von Albert Camus am Nationalen Iwan-Franko-Schauspielhaus, (Erstaufführung  am Dramatische Lesja Ukrainka Theater)
- 2022: Die Erde von Olha Kobyljanska am Nationalen Schauspielhaus Kaunas
- 2023: Die Hexe von Konotop von Hryhorij Kwitka-Osnowjanenko am Nationalen Iwan-Franko-Schauspielhaus
- 2023: Grundherr von Hryhorij Kwitka-Osnowjanenko am Kyjiwer Theater in Podil
- 2023: Kabale und Liebe von Friedrich Schiller am Frankivsk Drama Theater
- 2024: Maria Stuart von Friedrich Schiller am Nationalen Iwan-Franko-Schauspielhaus
- 2024: Zu Ostern der Meerjungfrau Oper von Mykola Leontowytsch nach dem Märchen von Borys Hrintschenko am Kiewer Nationales akademisches Theater der Operette
- 2024: Die Verwandlung von Franz Kafka am Prager Rokoko-Theater

## Auszeichnungen
- 2015: Bestes Regiedebüt beim Festival Melpomene von Tavria
- 2019: Les-Kurbas-Preis
- 2020: Verdienter Künstler der Ukraine
- 2024: Taras-Schewtschenko-Preis